# Меры золота Акана
Меры золота Акана — измерительная система, существовавшая у аканов в Западной Африке, использовавшаяся для взвешивания золотого песка, который использовался до появления бумажных и железных денег. Гирьки делались из латуни в форме миниатюрных предметов обихода, людей, животных и растений; социальный статус человека значительно увеличивался, если он обладал всеми предметами для взвешивания, так как это позволяло ему свободно участвовать в торговле.
Коллекции этих предметов существуют в нескольких музеях мира, в том числе в Музее и художественной галерее Дерби.